# Промена л у о
Промена л у о је гласовна промена у српском језику (односно у штокавском наречју) у којој се сугласник Л на крају речи или на крају слога вокализује у О. Ова гласовна промена јавила се крајем 14. века. 
Промена Л у О је део шире групе Л-вокализација (претварања фонеме Л у самогласник или сонант), која постоји у дијалектима енглеског и немачког језика, а утицала је на развој савременог холандског, пољског, украјинског, бразилско-португалског и других језика. 

## Примери у српском језику
код глагола
1. мушки род једнине глаголског придева радног настаје додавањем наставка –о на инфинитивну основу. Историјски, наставак за мушки род био је -л, али је услед положаја на крају речи извршена промена у -о. Фонема л се задржала у наставцима осталих облика (нпр. за женски род -ла).

бити — би- + -л → бил → био
хтети — хте- + -л → хтел → хтео
читати — чита- + -л → читал → читао
У облицима који су се завршавали на –ол, после промене л у о извршена је и асимилација вокала: убости → убол → убоо → убо
код именица
1. уколико се именица мушког или женског рода у номинативу једнине завршавала на -л, извршена је промена у о. Промена се може уочити и у акузативу једнине ако именице не означавају особу, док остали падежни облици задржавају фонему л:
анђел → анђео, ген. анђела, акуз. анђела
котал → котао, ген. котла, акуз. котао
мисал → мисао, ген. мисли, акуз. мисао
У именицама које су се завршавале на –ол, после промене л у о извршена је и асимилација вокала: сол → соо → со
2. уколико именица означава вршиоца радње, а настала је додавањем творбеном наставка -лац, долази до преласка л у о у свим падежним облицима изузев номинатива једнине и генитива множине:
носи-ти → носи- + -лац → носилац, ген. једн. носиоца, ген. мн. носилаца
чита-ти → чита- + -лац → читалац, ген. једн. читаоца, ген. мн. читалаца
3. у појединим изведеницама
село → селце→ сеоце
делити → делба → деоба

код придева
1. прелазак је извршен у номинативу једнине мушког рода код придева са основом на -л. Л се задржава у осталим родним и падежним облицима:

зал → зао, зла, зло; зао, ген. злог, дат. злом...
подал → подао, подла, подло

## Изузеци
Гласовна промена л у о се није извршила код неких речи домаћег (словенског) порекла (бол, ждрал, охол), нити се врши у савременијим позајмљеницама и интернационалним терминима (генерал, хотел, тунел, фосил, скандал, фудбал).
У именици зналац, насталој додавањем творбеног наставка -лац, не врши се промена: зналац, ген. зналца.
Код неких речи постоје дублетни облици, са извршеном променом или без ње:
- арханђел — арханђео
- анђелски — анђеоски
- крилце — криоце